# Сквер Героев подпольщиков (Таганрог)
Сквер Героев подпольщиков — сквер, расположенный по переулку Спартаковскому в городе Таганроге Ростовской области.

## История
Исторические документы сохранили информацию, датированную 1806 годом, согласно которой барон Балтазар Балтазарович Кампенгаузен говорил, что в городе не хватает учебных заведений, в которых могло бы получать образование подрастающее поколение. В том же году было решено открыть в Таганроге гимназию, которая стала первой гимназией на юге России. Согласно перспективному плану развития Таганрога, современный Кампенгаузенский переулок должен был стать центральным элементом во всей городской планировке. Но воплотить задуманные идеи помешало расположение гимназии как раз на этом участке в доме, принадлежащему градоначальнику.
Во время оккупации Таганрога погибли многие участники таганрогского подполья. В середине 1960-х годов было принято решение увековечить о них память. На месте предполагаемого монумента в сквере появилась мемориальная доска, и лишь спустя время — памятник. Организация установки скульптуры началась в 1972 году. В августе 1973 года памятник был готов и установлен в сквере, который в честь памятника таганрогским подпольщикам «Клятва юности» со временем стал называться сквером Героев подпольщиков.